# Bacalao a la riojana

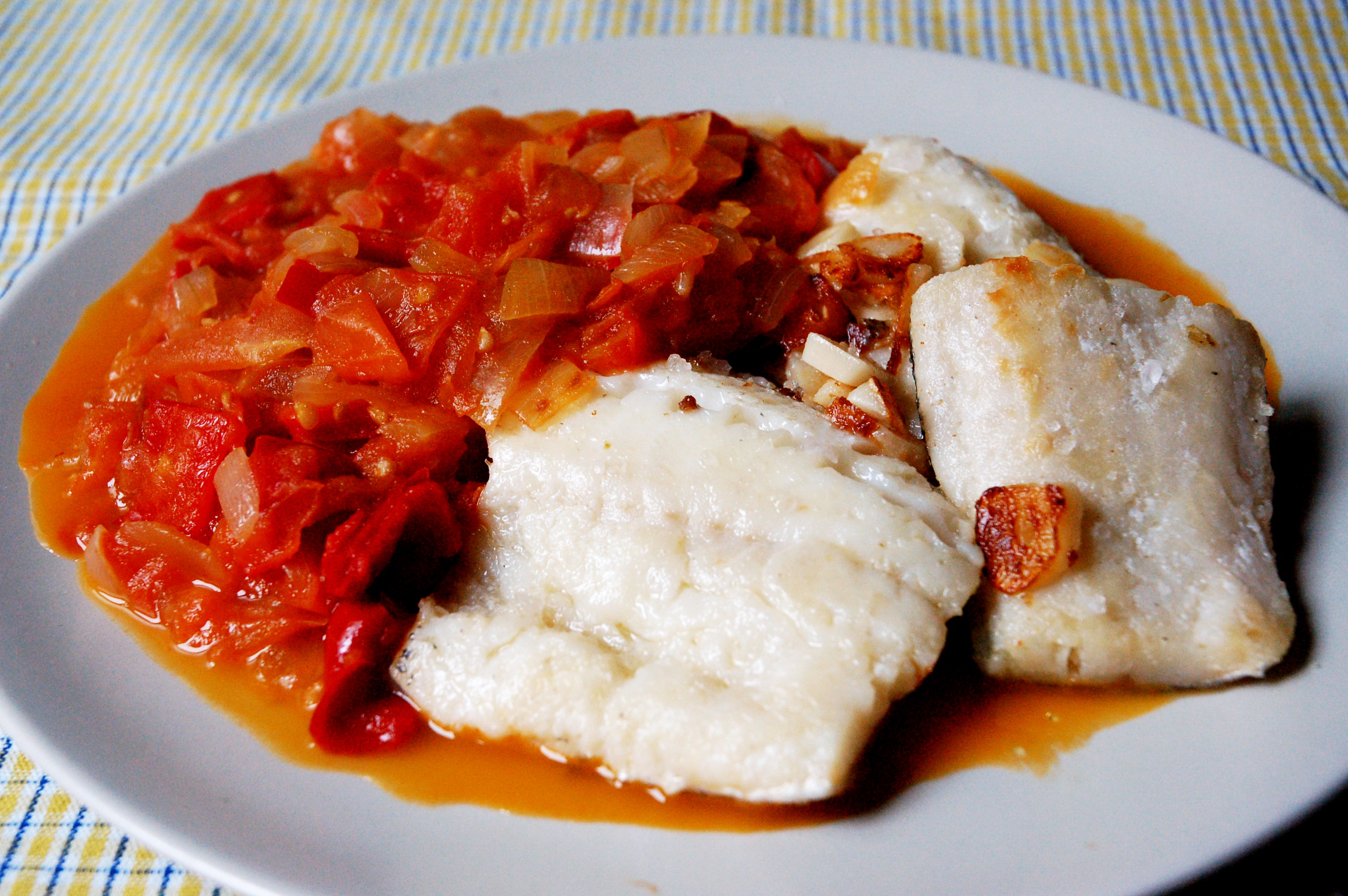
Bacalao a la riojana

El bacalao a la riojana es un plato de bacalao guisado típico de la cocina riojana tradicional que se sirve con un acompañamiento, a modo de salsa, de pimientos y tomates. Esta salsa le proporciona su color rojo característico. Es un plato de bacalao muy popular en los menús de los restaurantes españoles. Se distingue del bacalao a la vizcaína en los medios de preparación y el uso abundante de pimientos rojos (pimiento morrón), previamente asados.

## Características
El bacalao se adquiere en salazón, razón por la que se desala la noche anterior en abundante agua. El pescado cortado en rodajas se suele preparar en dos etapas, en la primera se fríe en aceite de oliva, añadiéndole en el último paso un sofrito de pimientos morrones (que aportan el color rojo) y cebollas, aromatizado con ajos. Este segundo paso es un estofado durante un breve periodo de tiempo (no más de media hora). En las preparaciones más tradicionales de ese plato suele añadirse al sofrito pimientos secos previamente hidratados, en lugar de los pimientos morrones frescos. El plato suele servirse tradicionalmente sólo con el acompañamiento de la salsa, no obstante existen otras variantes del plato en las que se añaden patatas fritas. 